# Artes marciales y deportes de combate en Chile
Las artes marciales y los deportes de combate en Chile han sido difundidas desde 1948 cuando el presidente Gabriel González Videla contrató al alemán Curt Michel, quien introdujo las artes marciales de origen asiático con el jiujitsu en varias instituciones públicas como los Carabineros de Chile, en el marco de la prioridad deportiva dada por los gobiernos radicales (1938-1952).
Un agente importa para la difusión de las artes marciales en Chile fue el maestro Arturo Petit Almonte, alumno directo de Edmund Parker, creador del American Kenpo. El sensei Petit tuve múltiples apariciones en el programa Sábados Gigantes en la década del 80, junto a otros destacados maestros Extranjeros, que el Sensei Petit traía al país con el fin de realizar exhibiciones y seminarios, difundiendo así las Artes Marciales en todo el país.
Son controladas por la Dirección General de Movilización Nacional y reguladas mediante la Ley 18.356 de 1984 del Ministerio de Defensa Nacional y la Ley 19.712 de 2001 del Ministerio del Interior y Seguridad Pública. Según la ley, en Chile es definido como arte marcial: «todo sistema, procedimiento o técnica de lucha o combate personal, con propósito de ataque o defensa, sea mediante la utilización de elementos materiales o el solo uso del cuerpo humano». El país ha ganado 28 medallas en los Juegos Panamericanos.

## Artes marciales chilenas
Las disciplinas fundadas en Chile están registradas en la Dirección General de Movilización Nacional y son mencionadas las expandidas inscritas por chilenos. Exige según el Decreto 42 de 1985 del Ministerio de Defensa Nacional: «que tengan características de originalidad que las hagan diferentes a las ya conocidas, tanto en el aspecto filosófico como en el técnico, con nombre original previamente registrado [y] que se incorporen luego de la autorización de las Comisiones Técnicas».
- Combate Especial: Fue codificada por el Ejército de Chile en 1976.
- Esgrima de corvo: Fue codificada por el Ejército de Chile en 1978 como preparación ante una eventual guerra con Argentina, inducida por el Conflicto del Beagle (1978-1984). El cuchillo corvo fue incluido oficialmente como parte del armamento del Arma de Infantería en 1963, pero ya lo había empleado durante la Guerra contra la Confederación Perú-Boliviana (1836-1839) y la Guerra del Pacífico (1879-1884).[6]
- Taiho Jutsu: (El Arte del Arresto) Este estilo fue Reconocido en Chile mediante resolución de la Dirección General de Movilización Nacional DGMN, del Ministerio de Defensa Nacional del Gobierno de Chile, el representante es el Maestro 6° Luis Reinaldo Núñez Romero, quien también es Maestro de Ninjutsu 5° y Monitor de Judo, Capacitador de Defensa Personal en Materias de Seguridad Privada y Seguridad Personal Instructor de FF.AA. y Agentes de Seguridad en materias de Defensa Personal Inherente a sus funciones, Instructor de Armas y Tiro, Formación de Instructores en Técnicas Policiales, Militares "Taiho Jutsu".

- Sinerg Jiujitsu Ryu (estilo sinérgico del arte suave, en japonés): Fue codificado por Jorge Silva en 1980, quien se inició en 1948 y fue discípulo de Curt Michel. Es un estilo basado en el jiujitsu complementado con técnicas del aikijiujitsu, judo (goshin jutsu), synergie y vee jutsu, que aplica acciones sinérgicas y principios de ergonomía a partir de conductas instintivas y reacciones reflejas de autoprotección.[7]

- Defensa Personal Penitenciaria (DPP): Fue codificado por Carlos González, es un estilo basado en el judo para reducir a reos respetando los derechos humanos mediante el qì y fue incorporado por la Gendarmería de Chile. Fue contratado como profesor de la Escuela de Gendarmería en 1987 y estuvo muchas horas en los pisos altos de la Penitenciaría de Santiago observando lo que pasaba en los patios, cómo actuaban los reos, de qué forma contestaban los gendarmes y cuáles eran los problemas que había. Entrenó con su familia para configurarlo, integrada por varios cinturones negros.[8]

- Haptooki Mu Sool (técnica de la unión del poder y energía, en coreano):[9] Fue codificado por Francisco Mutis en 2003 y reconocido por la Unión Mundial de Artes Marciales en 2004. Es un método que combina técnicas del hapkido, jiujitsu brasileño, kung-fu shaolin chan, kyeok too ki y taekwondo, para suplir nuevas necesidades de la defensa civil, policial y militar.[10] Comenzó a estudiar las falencias metodológicas de diversas disciplinas considerando su efectividad y mejora en 1996, apoyándose con especialistas, bibliografía y entrenamiento.[11]

- Universal Tang Soo Do (camino universal de la mano china, en coreano): Fue codificado por Carlos García Bulnes en 2009, quien se inició en 1977, y es un estilo basado en el tang soo do complementado con técnicas del aikidō, full contact, karate, kung-fu y, para lograr una preparación totalitaria y tiene un formato lúdico.[12] Es impartido también en Argentina.[13]

- Juchic (acrónimo de juego chileno de contacto): Fue codificado por Edgardo Pacheco en 2012 y nace inicialmente del Ta Do, disciplina creada enteramente por el maestro Edgardo y se orientada con fines de aplicación militar en tiempos de la posible guerra con Argentina y con desarrollo de técnicas en espacios confinados como las trincheras. Padeció la enfermedad poliomielitis, que le generó una discapacidad del 45% del cuerpo, por lo que configuró un método desde 1972 donde. Los combatientes llevan guantes, zapatos especiales y corazas alto impacto, siendo practicado dentro de un ring.

- Jinsildo (camino de la verdad, en coreano): Fue codificado por Humberto Norambuena en 2018 y es un método que combina técnicas del hapkido, jiujitsu, kick boxing, muay thai y taekwondo, para desarrollar los valores de la disciplina, la lealtad y el respeto principalmente en niños y de adaptación general, evitando ser solo peleadores por el enfoque moderno del ascenso rápido de grados y recuperando la verdadera filosofía de la formación de personas.[14]

## Aikido
Su organización está a cargo de la Federación Deportiva Nacional Chilena de Aikido Aikikai.

## Chinas
Su organización está a cargo de la Federación Chilena de Wushu - Kung Fu - Tai Chi y Sanda. Roberto Matías Rojas fue campeón mundial de Kung-fu en la forma manos vacías en Lima, Perú en 2014.

## Judo
Su organización está a cargo de la Federación de Judo de Chile (Fejuchile). El judo chileno obtuvo dos medallas de oro y seis de bronce en el Campeonato Sudamericano que se disputó en Lima, Perú en 2018. Destacan los judocas Thomas Briceño y Mary Dee Vargas. El país posee cuatro medallas panamericanas: una de oro y tres de bronce.

## Karate  Olímpico

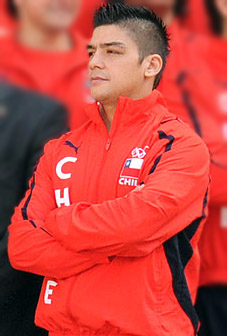
David Dubó.

Su organización está a cargo de la Federación Deportiva Nacional de Karate de Chile. El karateca chileno David Dubó fue campeón mundial de la especialidad, que se desarrolló en Tokio en 2008. Dubó se impuso en el combate final al turco Muslum Basturk por decisión arbitral, en la categoría de 75 kilos, en una reñida lucha que se definió por escaso margen. Más recientemente, el año 2017 en Irlanda, Rodrigo Rojas se coronó campeón en el Mundial de Karate (estilo Shotokan) de la Asociación Japonesa de Karate (JKA). Además destacan Valentina Toro, Susana Li, Valentina Vega, Joaquín González y Camilo Velozo. El país posee quince medallas panamericanas: dos de oro, cuatro de plata y nueve de bronce.

## Kenpo
Arte Marcial de gran importancia en Chile, en especial el Kenpo-Karate Americano. El Maestro Arturo Petit Almonte la introdujo en Chile, y la dio a conocer en la televisión, trayendo a grandes maestros. Fue representante del Maestro Ed Parker y de la IKKA (International Kenpo Karate Association).
Alumno de Arturo Petit Almonte fue el maestro Raúl Gutiérrez, quien introdujo el Kenpo Americano en España. 
Otros grandes maestros son Sergio Contreras, Roberto Vidal, Fernando Guerrero Tala, Omar Díaz del Canto,Restovic, Adelmo Cortez entre otros, este último encargado de la Federación Deportiva Kempo Chile, afiliada a la Federación Internacional de Kempo (IKF).  

## Kick boxing
Su organización está a cargo de la Federación Deportiva WAKO Chile y la Federación mundial de Kickboxing WKF siendo esta la liga más competitiva del país y con mayores resultados a nivel internacional. Iván El Terrible Galaz obtuvo el título mundial de kick boxing de la WKC categoría de los 89 kilos, luego de vencer al mexicano Alejandro Aguilar de local en 2015. En 2016 retuvo el título mundial contra el mismo oponente en Chile. Además, es el campeón sudamericano de Kickboxing de la WKL y pelea en Glory (kickboxing) y WGP Kickboxing de Brasil

## Lucha

### Lucha olímpica
Su organización está a cargo de la Federación Deportiva Nacional de Lucha Olímpica de Chile (Fedenaloch). En la lucha grecorromana han destacado Andrés Ayub y Yasmani Acosta. El país posee una medalla olímpica de plata y tres medallas panamericanas: una de plata y dos de bronce.

### Lucha libre profesional
Su organización está a cargo de la Federación Nacional de Lucha Libre. El “Cachacascán” (del inglés, Catch as catch can) como era conocida la lucha libre profesional en el país, se remonta al exitoso programa de televisión Titanes del Ring que surgió en 1971, donde destacaban los hermanos Manuel Vargas Mister Chile y Jorge Vargas La Momia. Décadas después Alejandro Sáez pelea en WWE, en el torneo Cruiserweight Classic, representando a Chile. Chile ha sido sede de varios eventos de WWE.

## Artes marciales mixtas
Su organización está a cargo de la Federación Chilena de MMA (MMAFE Chile). Los pioneros de esta disciplina en el país y participando en torneos internacionales fueron Cristian Gorila Martínez, Víctor Vásquez y Humberto Norambuena. Los mayores exponentes de las artes marciales mixtas (MMA) son Ignacio La Jaula Bahamondes y Diego Pitbull Rivas, quienes han peleado en la Ultimate Fighting Championship (UFC), Pablo El Gallo Villaseca que peleó en Bellator MMA. Chile fue sede del evento UFC Chile en 2018. Además existe el UFC GYM Chile. El actor Marko Zaror ha participado en el género de artes marciales en producciones de Hollywood (Estados Unidos).

## Muay Thai
Su organización está a cargo de la Federación Deportiva Nacional Muay Thai Chile. Daniela Huracán Callejas obtuvo el título mundial amateur de la World Muay Thai Organization en 2013 y lo revalidó en 2014 y 2015 en Tailandia, luego de vencer a la australiana Hannah Mercieca. Antes consiguió la medalla de plata en el Mundial Pro-Am WorldMAC Games del mismo año. Su entrenador el Kru (Maestro) Juan Carlos Huracán Coria obtuvo el título mundial de Muay Thai Boran en 2014 y 2015.

## Otras federaciones
- Federación de Tangsoodo Mi Guk Kwan Chile
- Federación Deportiva Chilena de Jeet kune do
- Federación Chilena de Sambo
- Federación Deportiva Nacional de Jiu-Jitsu
- Kenpō-Karate Chile.
- World Hapkido Federation - Chile
- Federación Chilena de Capoeira
- Asociación Wing chun Chile